# Yzeron
Yzeron es una comuna francesa situada en el departamento de Ródano, en la región de Auvernia-Ródano-Alpes.

## Demografía
| Gráfica de evolución demográfica de Yzeron entre 2006 y 2020 |
|                                                              |

Fuentes: INSEE.